# Элея (Эолида)
Эле́я (др.-греч. Ἐλαία, лат. Elaea) — древний прибрежный город в Эолиде, на западе Малой Азии. Порт Пергама. По Страбону был колонией афинян, которую основал Менесфей по возвращении с Троянской войны и находился в 12 стадиях к югу от устья реки Каик (ныне — Бакыр) и в 120 стадиях от Пергама, на берегу Элейского залива (ныне — залив Чандарлы). Также назывался Киденис (др.-греч. Κιδαινίς). Входил в Первый афинский морской союз. Захвачен Александром Македонским, позже принадлежал Пергамскому царству. Процветал в эллинистический период как порт Пергама. В 190 году до н. э. был осажден Антиохом III Великим, в 156 году до н. э. Прусием I и в 90 году н. э. разрушен землетрясением. По Павсанию в Элее находился памятник Терсандру. В римский период Элея чеканила монеты, на которых были голова и имя Менесфея. Из надписи известно, что во II веке в Элее было святилище Асклепия, пританей и царская стоя. Город существовал до XII века, в Элее была кафедра епархии, подчинявшейся Эфесской митрополии. Известны три епископа: Исайя (451), Олвиан (787) и Феодул (XII век). В IX веке в Элее родился преподобный Павел Латрский (ум. 955 или 956). Сохранились руины стен и гавани в трёх километрах к югу от современного города Зейтиндаг в иле Измир в Турции.
Титулярная епархия Католической церкви и Элладской православной церкви.